# Alfredo Stroessner
Alfredo Stroessner Matiauda (prononcé en espagnol : [alˈfɾeðo estɾosˈneɾ]), né le 3 novembre 1912 à Encarnación (Paraguay) et mort en exil à Brasilia (Brésil) le 16 août 2006, est un militaire et un homme d'État paraguayen.
Commandant en chef des forces armées et membre du Parti colorado, il dirige le Paraguay pendant près de trente-cinq ans, de 1954 à 1989, avant d'être renversé par un coup d'État. Sa dictature fut l'une des plus violentes d'Amérique latine.

## Situation personnelle
Alfredo Stroessner est né le 3 novembre 1912 à Encarnación dans le département d'Itapúa, à 350 km au sud-est Asunción. Il est le fils d’un expert comptable et brasseur d’origine bavaroise (Hof-sur-Saale), Hugo Strößner, arrivé dans le pays en 1895, et d'une Paraguayenne d'ascendance créole, Heriberta Matiauda. Il parlait l'espagnol, le guarani et l'allemand.
Il entre à l’Académie militaire Francisco López (es) en 1929 et en sort trois ans plus tard avec le grade de sous-lieutenant.

## Carrière militaire
Il participe comme officier d'artillerie à la guerre du Chaco. Il s'illustre durant la guerre, ce qui facilite son ascension dans l'armée. En 1940, il devient colonel et devient un intime du président Higinio Morínigo, qui mène le pays d'une main de fer jusqu'à ce que la guerre civile n'éclate en 1947. Stroessner organise alors la répression du régime,. L'année suivante, il est mêlé à une tentative de coup d'État visant à renverser le nouveau président, Juan Natalicio González (en). Lorsque l'armée se divise en factions, il fait partie des militaires les plus à droite. Il favorise l'accession de Federico Chaves à la présidence, lequel fit de lui un général de brigade en 1950.
En 1951, il devient commandant en chef des forces armées,,. Le pays connaît une forte période d'instabilité avec une succession de gouvernements. Le 4 mai 1954, il prend la tête d'un coup d'État qui renverse le président Federico Chaves. Après une période de transition, il prend la tête du pays.

## Carrière politique

### Commandant en chef des forces armées
Son rang de commandant en chef des forces armées lui fut attribué par le président Federico Chaves qu'il avait soutenu pour prendre la présidence en 1949. Il était déjà proche des milieux politiques depuis les années 1940. Il adhère au Parti colorado en 1951.
Lorsque Chaves tenta de renforcer la militarisation du régime en voulant armer la police nationale, Stroessner fit partie des principaux organisateurs du coup d'État qui le renversa en 1954. De la fin de la guerre du Chaco à sa prise de pouvoir, le Paraguay aura connu 9 coups d'État.

### Président du Paraguay (1954-1989)
Avec l'appui du Parti colorado, il organise des élections qui aboutissent à la rédaction d'une nouvelle constitution. Il est candidat unique lors de l'élection présidentielle organisée en août 1954 et qui le place à la tête du pays. C'est la première d'une longue série d'élections entachée de fraude électorale. Stroessner est officiellement investi le 15 août 1954. Il parvient à se maintenir au pouvoir pendant près de 35 ans, soutenu politiquement par les États-Unis et leur aide financière, par le Brésil des gouvernements militaires et par la mainmise du Parti colorado « strossniste » sur l'appareil d'État,,,. Il arrive à la tête d'un pays dont 96 % de la population est catholique, une grande partie d'entre elle étant paysanne et analphabète.

#### Politique intérieure
Il fait modifier à plusieurs reprises la constitution et rétablit une opposition fantoche sans réelle marge de manœuvre. De 1954 à 1967, il organise méthodiquement la prise de contrôle successive de tous les centres de pouvoir : le Parti colorado lui-même, qu'il vide des « historiques » résistants, les remplaçant par ses affidés, détruit ce qui reste des autres partis, brise l'indépendance syndicale, met en place le contrôle des étudiants, négocie avec une faction libérale la création d'un mini parti qui accepte de participer aux premières élections « démocratiques » (1963), la loi électorale attribuant 3/4 des sièges au parti majoritaire des deux qui sont autorisés à concourir. Ce sera le Parti libéral dit « leviral », du nom des deux frères Levi Ruffinelli qui le dirigent. Bien que « caution » démocratique, très relative, ils publieront un journal, La Libertad, que tous les politiques liront, car parvenant à révéler de nombreux scandales entre les suspensions de publication. Les autres partis, à l'exception du récent Parti démocrate-chrétien, devront accepter de participer aux étapes suivantes[pas clair] étroitement contrôlées pour pouvoir survivre. C'est de l'Église catholique que viendra la crise la plus sérieuse, en 1968 et 1969, qu'il aura du mal à conjurer, puis dans les années 1970 celle des Ligues agraires largement d'inspiration catholique qu'il parviendra à écraser. La majorité des libéraux négociera en 1967 son retour très encadré dans la vie politique sous le nom de Parti libéral radical, qui se scindera par la suite avec la formation du Parti libéral authentique, accompagné bientôt également du retour d'un autre parti « historique », le Parti révolutionnaire fébrériste. Si la constitution de 1967 à laquelle le PLR devait adhérer sans restriction établit un pouvoir exécutif puissant, elle renvoie à une loi électorale la composition des deux assemblées. Celle loi attribue les 2/3 des sièges au parti majoritaire, qui ne pouvait être que le parti colorado-strossniste,. Le passage des 3/4 aux 2/3 ne doit pas faire illusion, l'acceptation de la participation de trois partis d'opposition diluant leur résultat sur le nombre de sièges par parti. Il est réélu tous les cinq ans jusqu'en 1988 et ne fut réellement inquiété qu'en 1968-1969 par la crise avec l'Église paraguayenne. En 1977, une modification constitutionnelle lui permet légalement de devenir président à vie, bien que des élections entachées de fraude électorale soient organisées,,. Assez vite, il fait exiler son principal opposant, l'ancien président de la banque centrale du Paraguay Epifanio Méndez Fleitas,, un des chefs de file des dissidents du MOPOCO, Movimiento Populaire Colorado et bête noire des colorados stroessnistas pendant une dizaine d'années. Il fait du Paraguay un État policier et fait réprimer violemment toute opposition au régime,. Stroessner s'assure de la loyauté de l'armée et de ses proches en leur accordant tous les privilèges possibles, notamment la répartition d'une partie des activités de contrebande. C'est ainsi que divers trafics se développèrent, contribuant en partie au développement de l'économie du pays. Malgré son manque de charisme, Stroessner travaillait énormément,.
Entre 1958 et 1960, une guérilla tente de renverser le régime, mais, mal conduite et infiltrée, elle est finalement écrasée par l'armée. Il est également victime de deux tentatives de coup d'État dans les années 1950. Il instaure l'état de siège en 1959. Levé quelques heures lors d'élections, il ne l'est vraiment qu'en 1987 à la suite des pressions exercées par les États-Unis. Il n'hésitait pas à outrepasser le texte constitutionnel pour prendre ses décisions. L'adhésion au Parti colorado devint obligatoire, si bien que 900 000 membres étaient référencés en 1986,. Il organise régulièrement des purges au sein du parti pour éliminer les dirigeants les moins corrompus ou ses éventuels opposants en interne. La dernière purge, organisée en 1987 alors que des rumeurs sur sa santé commençaient à circuler, lui sera d'ailleurs fatale. Un véritable culte de la personnalité s'instaure autour de lui, si bien que le jour de son anniversaire devient le jour de la fête nationale.

### Économie
Durant sa présidence, l'économie du pays connaît une forte stabilité, avec une croissance économique entre 3 et 4 % par an, excepté entre 1976 et 1981 où la croissance économique atteignait 10 % en moyenne.
Une véritable économie souterraine se développe durant sa présidence, tenue en grande partie par ses proches et l'armée. Le trafic de stupéfiants et d'alcool devient chose courante. Divers trafics internationaux furent largement aidés par le soutien des pays limitrophes du Paraguay. Le régime emploie amplement la corruption pour conserver la fidélité des forces armées. Entre 1954 et 1989, quelque 8 millions d'hectares (soit un tiers des terres agricoles du pays) ont été distribués à des proches du pouvoir, principalement des officiers, dont certains ont ainsi pu amasser des fortunes considérables, mais aussi des personnalités politiques et des hommes d'affaires,. Sa politique économique fit du Paraguay l'un des pays les plus inégalitaire du monde avec le Brésil. Sa propre fortune personnelle est estimée à 3,9 milliards de dollars.
Il signe avec le Brésil l'accord qui permettra la construction du barrage d'Itaipu (en rayant de la carte les chutes de Guaira), et permet une relative libéralisation des échanges avec les pays voisins (Argentine, Brésil et Uruguay). Le traité du Río de la Plata (es), signé en 1973, facilite ces échanges en réduisant l'importance des différends frontaliers qui persistaient après la guerre de la Triple-Alliance (1864-70), laquelle avait réglé pour l'essentiel le sort des régions intéressant le Brésil et l'Argentine à leur profit, notamment avec la Bolivie. Dans sa subordination économique au gouvernement brésilien, il favorise aussi l'implantation de « pionniers » brésiliens, leur attribuant un rôle modernisateur dans l’agriculture paraguayenne.

#### Droits de l'homme
Les services secrets paraguayens mettent en œuvre une pratique de torture inédite, nommée Pileta et qui consistait à plonger les opposants, notamment les communistes, dans des baignoires remplies d'excréments pour les faire parler,
À partir de 1967, Stroessner participe à la sédentarisation violente des indigènes Achés, durant laquelle les hommes sont pourchassés à cheval, les femmes sont réduites à l'esclavage sexuel,. Des enlèvements d'enfants sont faits dans le but de les réduire à l'état de domestiques,. Des colons brésiliens accaparent les terres des Achés,,. L'anthropologue Bartomeu Melià (es) fut le premier à évoquer, dès 1971, l'effondrement dramatique de la population autochtone. Son expulsion du pays en 1976 conduisit la communauté internationale à ouvrir les yeux sur ce problème, sans pour autant agir. Ce sont des ONG qui se rendent sur place et qui enquêtent sur les crimes du régime. La responsabilité de Stroessner dans un génocide est évoquée par certains auteurs mais reste encore aujourd'hui controversée, car beaucoup de méfaits sont commis par des fermiers et non par l'armée, et l'intention de détruire physiquement un groupe humain est difficile à prouver ; les analystes s'accordent au moins sur le fait que le dictateur n'a pas protégé ses citoyens,.
Un tiers de la population a pris le chemin de l'exil durant sa présidence, soit près de 2 millions de Paraguayens,. La période de sa dictature est considérée par les historiens comme la plus violente depuis l'indépendance du pays en 1811. Près de 400 000 personnes sont arrêtées et emprisonnées par le régime, tandis que le nombre de morts est estimé entre 4 000 et 5 000 personnes. Une commission a estimé que 400 personnes avaient disparu durant la dictature. Dans les années 1970, les opposants politiques furent emprisonnés dans des camps de concentration. Plus de 18 000 prisonniers auraient été torturés, surtout après 1975,,. Sur toutes les personnes assassinées durant la dictature, seuls quatre corps ont été identifiés et tous sont morts durant la période de l'opération Condor,. Trente ans après sa chute, des ossements humains et des crânes sont découverts dans l'une de ses nombreuses anciennes résidences à Ciudad del Este,.
Stroessner était connu pour ses penchants hébéphiles, à l'instar du dictateur dominicain Rafael Trujillo. Il veillait particulièrement à ce que les jeunes diplômées reçoivent leur diplôme en fin d'année, de façon à pouvoir sélectionner certaines d'entre elles qu'il jugeait à son goût. Généralement âgées de 10 à 15 ans, elles étaient alors logées et payées par le régime pour leurs services sexuels rendus. En 1977, le Washington Post décrivait le président Stroessner et son entourage comme  « sexuellement dépravé ». De nombreuses plaintes pour viol et séquestration ont été déposées depuis la fin du régime,.

#### Politique extérieure
Il envoie des troupes pour appuyer les États-Unis lors de l'occupation de la République dominicaine en 1965. Il rompt tout lien diplomatique avec Cuba dès 1960, à la suite de la révolution cubaine.
Il conserve un fort soutien des États-Unis, du Brésil, alors sous dictature militaire, et du Chili après le coup d’État. Le président Richard Nixon va jusqu'à déclarer que le régime de Stroessner est un « modèle de démocratie viable pour l’Amérique latine ». « Guidé par la main experte du général Stroessner », déclare Gustavo Leigh, l'un des membres de la Junte chilienne derrière Pinochet, en ouverture du troisième congrès de la Confédération anticommunisme latino-américaine en 1977, « le Paraguay a été l'un des premiers en Amérique à dresser des barricades pour se défendre contre le germe communiste, dans une attitude exemplaire pour les peuples américains ». Des officiers américains participent à la formation de leurs homologues paraguayens aux techniques de torture.
Il noue des liens privilégiés avec Tchang Kaï-chek et fut l'un des premiers chefs d'État à adhérer à la Ligue anticommuniste mondiale fondée par celui-ci en 1967. Il fait même ériger en son honneur une statue en plein cœur de la capitale.
Il entretient également de bons rapports avec Israël, malgré ses propres sympathies pour le nazisme. Un accord est même signé en 1969 dans le but d'accueillir 60 000 Palestiniens contraints à un exil forcé après la guerre des Six Jours,. Le Mossad propose alors d'importantes sommes d'argent au Paraguay, soit 33 dollars pour chaque Palestinien transféré et 350 000 dollars pour gérer les frais d'immigration. Cependant, seuls 30 Palestiniens sont transférés, une attaque palestinienne contre l'ambassade israélienne à Asunción mettant fin au projet,.

#### Opération Condor
La découverte des « archives de la terreur » en 1992 permet de mettre au jour un certain nombre d'éléments sur les crimes commis par les dictatures d'Amérique latine, mais également la participation active du Paraguay. Près de 50 000 personnes ont été assassinées durant la période, 30 000 ont été déclarées portés disparus et 400 000 ont été emprisonnées.
Il donne l'asile politique au président nicaraguayen déchu Anastasio Somoza en 1979, mais celui-ci est assassiné un an plus tard à Asunción par des montoneros argentins. Cet évènement marque un nouveau renforcement de la répression par le régime, mais également l'incapacité des services secrets de neutraliser tous les opposants.

#### Accueil d'anciens criminels de la Seconde Guerre mondiale
Le régime de Stroessner accorda l'asile à d'anciens criminels nazis, notamment Josef Mengele,, ou Eduard Roschmann, surnommé « le boucher de Riga ». Stroessner s'est également lié d'amitié avec Dinko Sakic, l'ancien commandant du camp de concentration de Jasenovac. Beaucoup d'entre eux recevront la nationalité paraguayenne. Le Paraguay fut le premier pays en dehors de l'Allemagne à autoriser la création d'un parti nazi, en 1927, et certaines thèses nazies furent relayées dans les écoles, y compris les écoles militaires.
Il est lui-même très proche de certains d'entre eux, notamment de l'ancien pilote de la Luftwaffe Hans-Ulrich Rudel ou de l'ancien commandant oustachi du camp de concentration de Jasenovac Dinko Sakic.

#### Coup d'État de 1989
Le 3 février 1989, il est renversé par un coup d'État mené par son gendre, le général Andrés Rodríguez Pedotti, qui était alors le deuxième homme le plus puissant du pays,,. Il est arrêté par le général Lino Oviedo qui n'hésita pas à pointer un revolver et à enlever le cran de sûreté d'une grenade pour contraindre Stroessner à abandonner le pouvoir.

## Dernières années en exil
Deux jours après le coup d'État qui l'a renversé, Alfredo Stroessner parvient à s'enfuir au Brésil et s'établit à Brasilia. Malgré tous les crimes commis par le régime et les diverses enquêtes conduites notamment par l'Argentine et le Paraguay, il ne fut jamais inquiété car le Brésil refusa de l'extrader. Il continue de bénéficier du soutien des États-Unis malgré le rôle joué par le gouvernement fédéral dans sa chute du pouvoir. Il est néanmoins condamné à plusieurs reprises par contumace pour crimes de guerre et crimes contre l'humanité.
En 1992, les « archives de la terreur » sont découvertes par un avocat et ancien opposant de Stroessner, Martín Almada,. Elles révèlent tous les secrets du régime, notamment ceux des services secrets paraguayens, et donne de nombreuses indications sur la participation du Paraguay à l'opération Condor. Almada, qui a été arrêté et torturé pendant trois ans entre 1974 et 1977 et dont l'épouse est morte d'une crise cardiaque durant sa détention,, a multiplié les procédures et les recours pour tenter d'obtenir son extradition, mais ses recours resteront lettres mortes. Très peu de personnalités proches du régime seront jugées,. En 2013, les indigènes Achés portent plainte auprès d'un tribunal argentin contre l'État pour crimes contre l'humanité et génocide.
Sa femme le quitte durant sa période d'exil, tandis qu'il voit sa famille se désagréger. Son fils cadet se suicide en 1993.
Il meurt le 16 août 2006 à Brasilia des suites d'une intervention chirurgicale pour une hernie discale d'une pneumonie et d'un accident vasculaire cérébral,.

## Anecdotes
Il était surnommé « Le tyrannosaure » par l'écrivain Augusto Roa Bastos, et « El Rubio » (« Le Blond ») du fait de ses origines allemandes.
Il aurait inspiré les traits du général Tapioca dans Tintin et les Picaros.
Il est le second dictateur d'Amérique latine par sa longévité, derrière Fidel Castro.
En plus de son épouse, il aurait eu au moins une quinzaine de concubines et presque le double d'enfants illégitimes.

## Hommages et postérité
Malgré la durée et les exactions de la dictature, Alfredo Stroessner reste une figure reconnue au Paraguay et de nombreuses personnes restent nostalgiques de la période,.
En 2019, le président brésilien Jair Bolsonaro lui rend hommage dans un discours.